# 新岐阜駅前駅
新岐阜駅前駅（しんぎふえきまええき）は、かつて岐阜県岐阜市にあった名古屋鉄道（名鉄）岐阜市内線の停留場。
国道157号の道路上にあり、名鉄名古屋本線・各務原線の新岐阜駅（後の名鉄岐阜駅）と連絡していた。

## 歴史

新岐阜駅周辺の変遷

- 1911年（明治44年）2月11日 - 美濃電気軌道の駅前 - 今小町間開通に伴い、起点の駅前駅として開業[1]。
- 1913年（大正2年）8月22日 - 岐阜駅移転に伴って駅前駅が移転。当駅は長住町駅に改称される[1]。
- 1928年（昭和3年）12月28日 - 各務原鉄道（後の各務原線）の長住町駅が開業。市内線と連絡[2]。
- 1948年（昭和23年）4月18日 - 新岐阜駅が移転し長住町駅と統合[2]。当駅も新岐阜駅前駅に改称[1]。
- 2005年（平成17年）4月1日 - 廃止[1]。なお、同年1月29日には連絡する新岐阜駅が名鉄岐阜駅に改称されていたが[3]、廃止を目前に控えていた当駅は変更されなかった[1]。

## 停留場構造
相対式2面2線の乗り場があった。ただし併用軌道なので道路上であり、ホームは無く、「グリーンベルト」と称する道路に白枠でくくった緑色のペイントがされているだけであった。始発から終電の間は、グリーンベルトを囲うようにロープが張られていた。
2003年、名鉄が岐阜市内線を含めた600V区間からの撤退を表明すると、岐阜市は10月14日から、「路面電車交通社会実験」を行った（11月28日まで）。この間新岐阜駅前駅には仮設の安全地帯が設けられたが、実験終了後間もなく撤去された。また、廃止直前にも、さらに簡易な安全地帯が設けられていた。
1967年3月までは市内線の車両工場（岐阜工場）が新岐阜駅北東側の市街地の中にあり、入出場のための単線の引込線が、新岐阜駅前停留場の北側から分岐して駅北側の長住通り上を工場まで敷設されていた。この引込線からは各務原線の新岐阜駅に通じる連絡線が分岐しており、市内線や揖斐・谷汲線への新車搬入、転属車両の搬出入などに使用された。1967年4月に岐阜工場が市ノ坪に移転し、入出場ルートとして田神線が開通すると、引込線のうち旧工場付近の入出場線部分は廃止となり、新岐阜駅構内の連絡線も、1982年3月に実施された各務原線構内改修（ホーム延伸）の際、各務原線に接続する部分が撤去・分断された。その後は残存部分が市内線車両の留置線として1988年まで使用された。
元々、忠節・黒野方向を向いて右側のホームが当駅止まりと岐阜駅前行きの乗降場、左側のホームが折り返し列車と忠節・黒野方面乗降場として使われていたが、岐阜駅前電停の営業休止後は暫定的に（とはいえこの状況は廃止時まで続いた）終着駅となり、同右側のホームが降車専用、左側のホームが乗車専用となっていた。また、渡り線はホームを岐阜駅前電停方面に少し過ぎた場所にあった。
新岐阜駅前電停には係員が常駐し、出札・集札業務を行っていた。

### 配線図
| | ↑ 各務原線 新鵜沼方面 田神線 関方面                 |                                                   |
| ← 岐阜市内線 徹明町方面 | 新岐阜駅・新岐阜駅前電停 構内配線略図（2005年以前） | → 名古屋本線 新名古屋方面 → 岐阜市内線 岐阜駅前駅 |
| 凡例 出典: （新岐阜駅）1-4番線：名古屋本線ホーム、5-6番線：各務原線ホーム、7番線：田神線ホーム 灰色線のうち岐阜工場は1967年、各務原線との連絡線と各務原線旧両渡り線は1982年、 残りの側線は1988年に廃止。 |                                                     |                                                   |

## 隣の停留場
名古屋鉄道
岐阜市内線
岐阜駅前駅 - 新岐阜駅前駅 - 金宝町駅